# Lijst van premiers van Mozambique
Dit is een lijst van premiers van Mozambique.

## Premiers van Mozambique (1974-heden)
| Premier                                       | Premier                              | Ambtstermijn                        | Partij  |
| --------------------------------------------- | ------------------------------------ | ----------------------------------- | ------- |
|                                               | Joaquim Alberto Chissano (1939)      | 20 september 1974 - 25 juni 1975    | FRELIMO |
| Ambt afgeschaft (25 juni 1975 - 17 juli 1986) |                                      |                                     |         |
|                                               | Mário da Graça Manchungo (1940-2020) | 17 juli 1986 - 16 december 1994     | FRELIMO |
|                                               | Pascoal Mocumbi (1941-2023)          | 16 december 1994 - 17 augustus 2004 | FRELIMO |
|                                               | Luísa Dias Diogo (1958)              | 17 augustus 2004 - 16 januari 2010  | FRELIMO |
|                                               | Aires Ali (1955)                     | 16 januari 2010 - 8 oktober 2012    | FRELIMO |
|                                               | Alberto Vaquina (1961)               | 8 oktober 2012 - 17 januari 2015    | FRELIMO |
|                                               | Carlos Agostinho do Rosário (1954)   | 17 januari 2015 - 3 maart 2022      | FRELIMO |
|                                               | Adriano Maleiane (1949)              | 3 maart 2022 - 15 januari 2025      | FRELIMO |
|                                               | Maria Benvinda Levy (1969)           | 18 januari 2025 - heden             | FRELIMO |

## Afkortingen
- FRELIMO = Frente de Libertação de Moçambique (Bevrijdingsfront van Mozambique; links, socialistisch, enige toegestane partij 1975-1990)